# Friedrich Constanz von Criegern
Friedrich Constanz von Criegern, Pseudonym: Ferdinand von Gernitz (* 11. November 1834 in Dresden; † 10. April 1895 ebenda), war ein sächsischer Ministerialbeamter und Übersetzer. Ferner war er Mitbegründer des Deutschen Roten Kreuzes.

## Leben
Er stammte aus dem sächsischen Briefadelsgeschlecht von Criegern und war der Sohn des Appellationsgerichtspräsidenten Friedrich Theodor von Criegern auf Thumitz. Er schlug eine Verwaltungslaufbahn, arbeite zunächst in Dresden, dann zeitweilig bei der Kreishauptmannschaft Bautzen als Geheimer Regierungsrat und wechselte 1891 in diesem Rang an das Königlich Sächsische Ministerium des Inneren nach Dresden zurück, wo ihm Titel und Rang eines Geheimen Rates verliehen wurde.
In seiner Freizeit arbeitete er als Übersetzer aus dem Französischen.
Infolge der Genfer Konferenz im Oktober 1863, die unter anderem die Gründung nationaler Hilfsgesellschaften für Kriegsverwundete beschloss, hatte das sächsische Ministerium des Innern im Vorfeld des Deutsch-Österreichischen Krieges am 7. Juni 1866 per Dekret den Verein zur Pflege der verwundeten und kranken Soldaten im Felde bestätigt. Im gleichen Jahr hatte König Albert Friedrich von Criegern in die Königliche Lazarettkommission berufen. Als Vertreter des Königreichs Sachsen schloss er am 20. April mit den Vertretern der Landesvereine von Preußen, Bayern, Württemberg, Baden und Hessen eine Übereinkunft über die Gesamtorganisation, womit das Centralkomitee der deutschen Vereine zur Pflege im Felde verwundeter und erkrankter Krieger geschaffen wurde, ein Vorläufer des Deutschen Roten Kreuzes.

## Schriften (Auswahl)
- Caritas. Erzählung. 1876.
- Ein Kreuzzug nach Stambul. Studien und Erlebnisse auf einer Reise im Dienste des rothen Kreuzes. 1879.
- Das Rote Kreuz in Deutschland. 1883.
- Lehrbuch der freiwilligen Kriegskrankenpflege. 1891.